# Palja
Palja (cyr. Паља) – wieś w Serbii, w okręgu pczyńskim, w gminie Surdulica. W 2011 roku liczyła 5 mieszkańców.